# Braňany
Braňany – miejscowość i gmina (obec) w Czechach, w kraju usteckim, w powiecie Most. W 2022 roku liczyła 1200 mieszkańców.